# Hélion de Villeneuve
Hélion de Villeneuve (ca. 1270 - 1346) was de 26ste grootmeester van de Orde van Sint-Jan van Jeruzalem. Hij volgde in 1319 de afgezette grootmeester Foulques de Villaret op. Hélion was de jongere broer van de Heilige Roseline.
Hélion was lid van de familie De Villeneuve en werd in 1346 opgevolgd door Dieudonné de Gozon.